# Peucedanum insolens
Peucedanum insolens är en flockblommig växtart som beskrevs av Masao Kitagawa. Peucedanum insolens ingår i släktet siljor, och familjen flockblommiga växter. Inga underarter finns listade i Catalogue of Life.